# 中華電力總辦事處
中華電力總辦事處位於香港九龍何文田亞皆老街139-147號，建於1940年，曾為中華電力有限公司的總部大樓。大樓兩翼中央建有45米高的鐘樓，成為該建築主要特色。2009年，大樓被古物古蹟辦事處建議評為一級歷史建築。2011年9月，中電申請建議以保育連發展模式重建，保留鐘樓建築，並設立兩間博物館，一間以電力為主題，另一間回顧香港歷史。

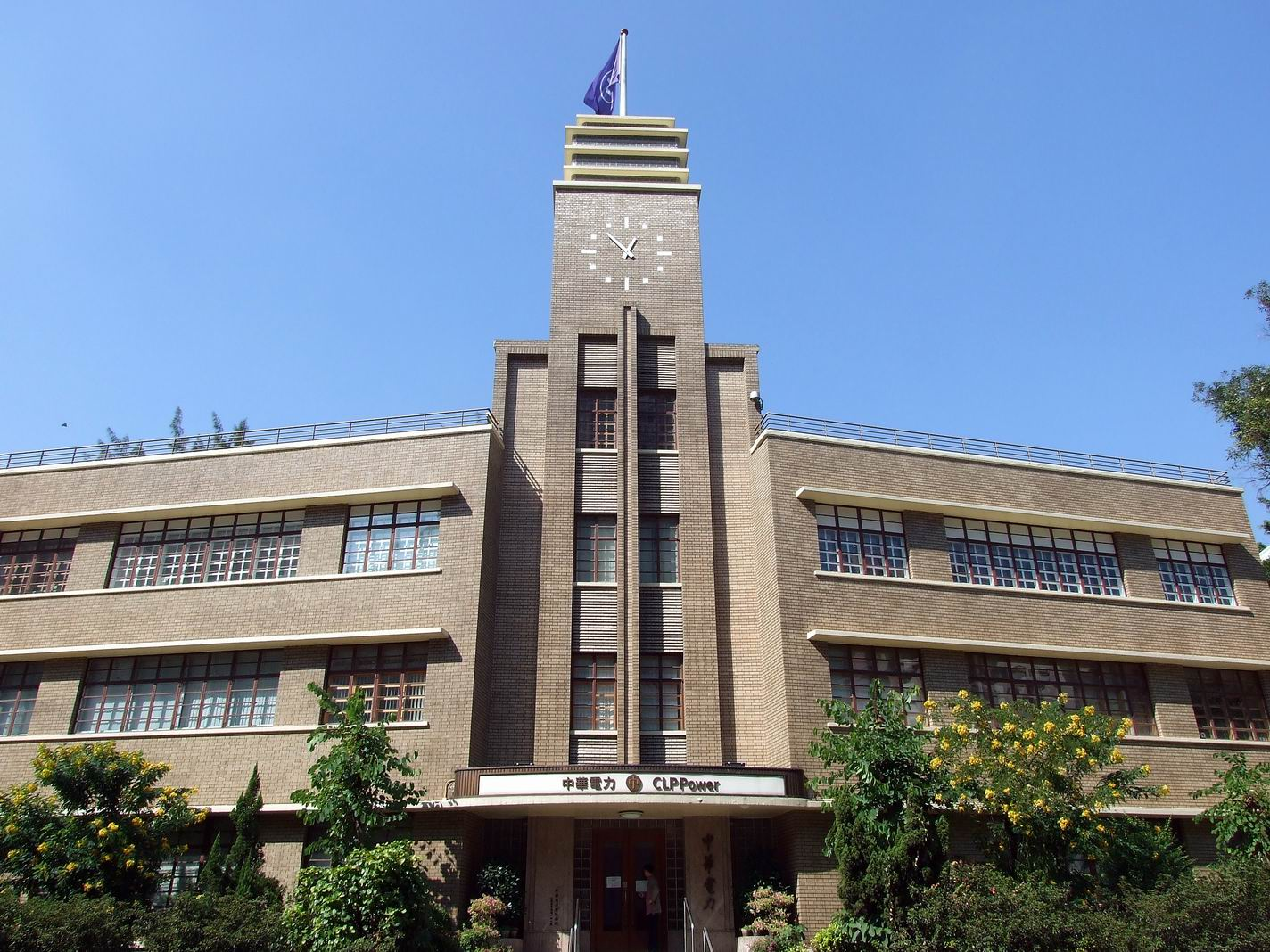
中華電力總部鐘樓

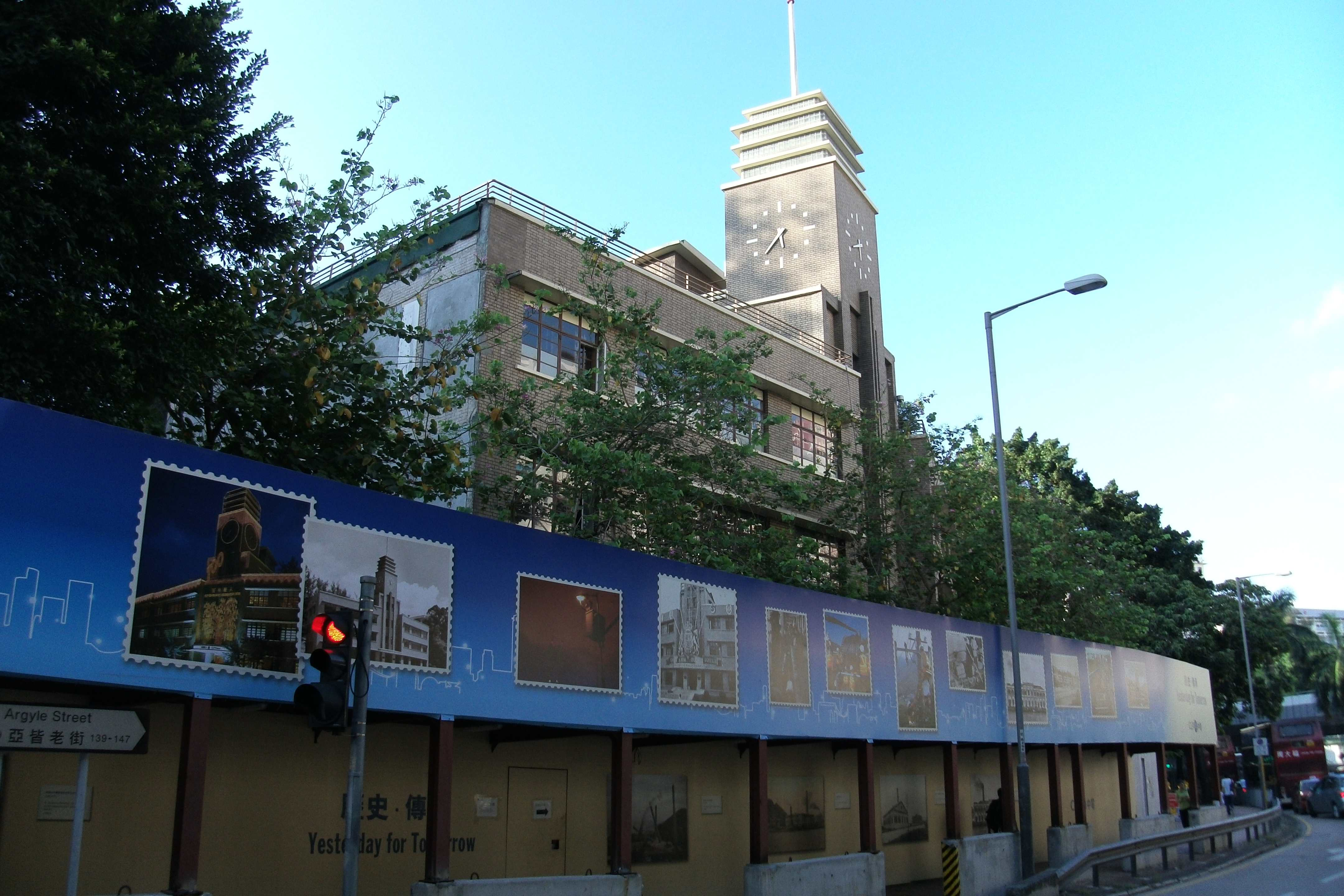
圍起圍板預備拆卸的中電鐘樓

自從位於啟德承啟道43號的中電總部大樓建成後，中華電力的總部已經搬遷至該處。
該展館的開放時間為星期二、三、五至日上午 10:00 – 下午 6:00，星期一、四及公眾假期休館，免費入場。

## 歷史
1930年代，中電為應付九龍區人口的不斷上升，於是在現址興建總部大樓。大樓於1938年奠基，1940年建成，由建築師關永康設計建造。大樓為一座樓高5層、兩翼對稱的紅磚樓房，而鐘樓位處大樓兩翼中央。鐘樓與已拆卸的第二代中環天星碼頭鐘樓同屬於現代主義風格的建築，以簡約、對稱、幾何線條為主要風格。

## 拆卸改建

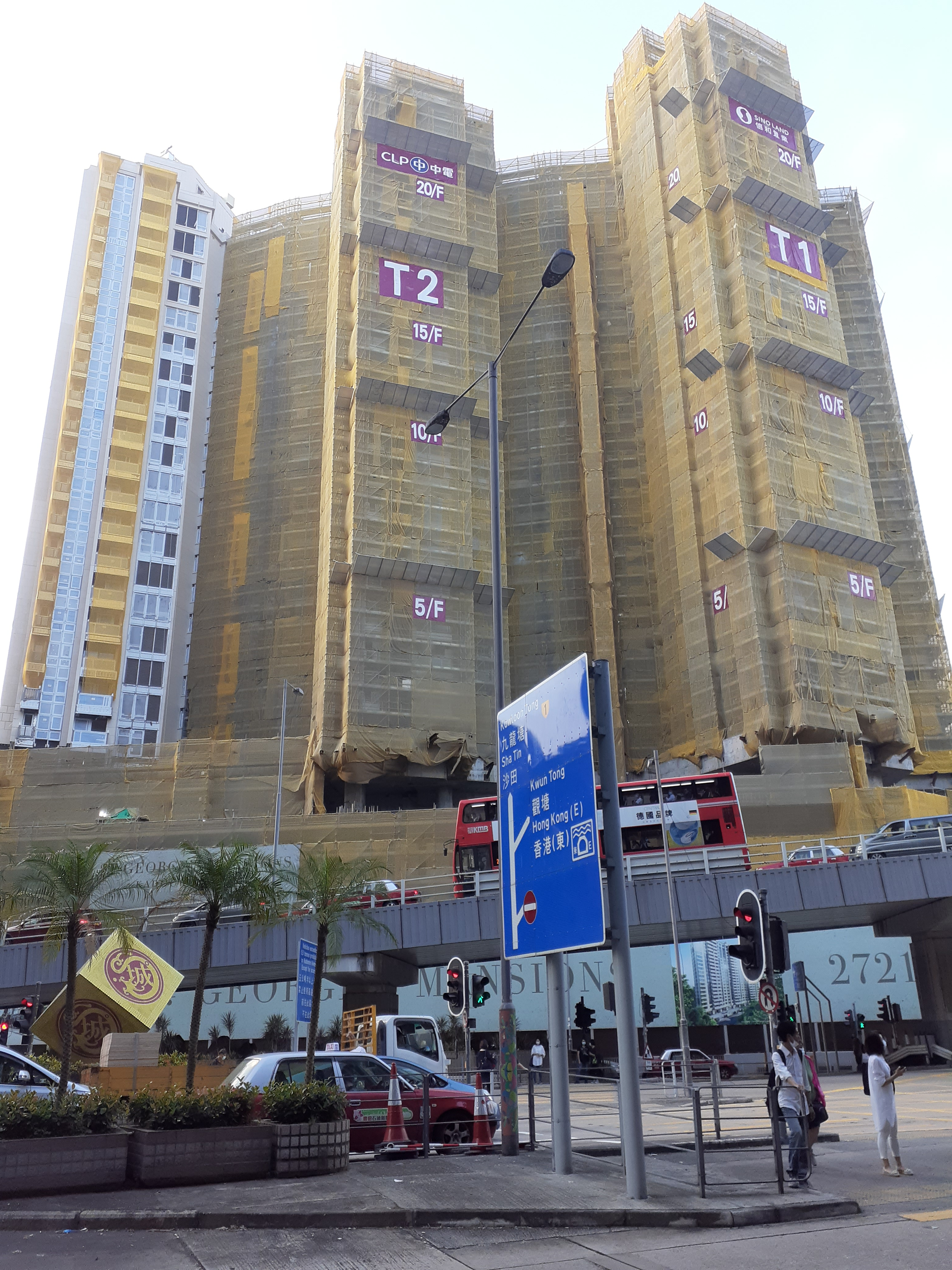
St. George Mansions地盤（2021年11月）

2001年及2007年，中電獲屋宇署批准可以將把整幢大樓拆卸改建成住宅用途，不過中電一直未有發展計劃詳情。直至2009年，在古物諮詢委員會公布的建議歷史建築名單中，中電總辦事處由沒有評級晉升為建議一級。其後中電曾要求將其建築物從古迹名單中剔除，以免影響其價值及重建計劃。
2011年，中電提出新發展方案，建議保留鐘樓，並將其活化為兩間博物館，免費供市民參觀；其餘建築物則重建為3棟25層高的住宅，並同意將建築物高度大幅降低至100米。有當區居民擔心大樓改建為3座住宅後，有關項目住宅會變成長達70米、高100米，中間無縫連接的屏風樓，憂慮產生峽谷效應，亞皆老街汽車廢氣難以消散；亦有保育團體指出，中電總部應以整體作保育，不應局部保留。最後，城規會在爭議聲中，通過容許中電拆卸部分主樓的計劃，亦通過將建築物高度限制由80米放寬至100米，地積比率由5倍增加到5.5倍。
2017年12月15日，中華電力公佈將與信和置業共同發展，位於何文田亞皆老街139至147號前中華電力總部重建項目，地盤面積61941平方呎，住宅樓面約309707平方呎，獲批建3幢25層高（連5層平台）的住宅樓宇，提供175伙兩房至四房單位。面積由760呎至2,100呎。物業同時設5伙設私人平台或天台的3,300-3,600呎相連大宅。
住宅最底5層為會所、大堂及停車場。其中會所設施包括休息室，健身房，兒童遊戲室和室外游泳池。
項目同時會保留鐘樓建築作保育用途。住宅部分由AGC Design Limited和Robert A. M. Stern Architects （RAMSA）建築師事務所合作設計，以新古典建築風格為主題。
項目在2020年7月起以暗標形式招標，估值料超過100億。其中一個高層4房雙套連儲物房，連一個車位以1.17億易手，呎價高達54673元，項目4房分層戶新高。而頂層23樓五房五套的特色戶更以2.6億沽出，買家亦包括電影製作公司寰宇娛樂文化主席林小明前妻趙雪英。
2018年4月6日，項目完成20.2099億元補地價，每平方呎樓面地價約6,525元。

## 中電鐘樓文化館

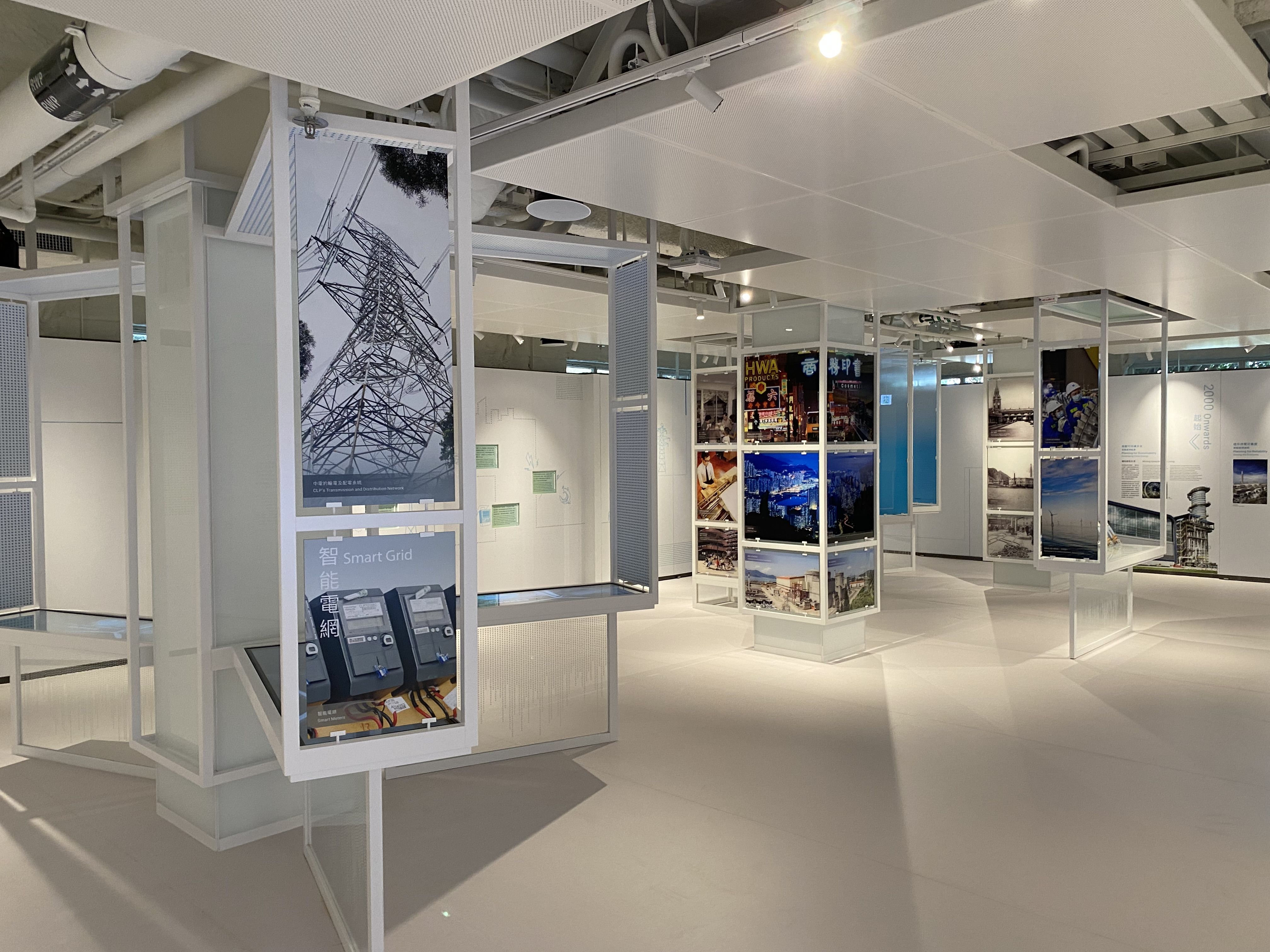
中電鐘樓文化館

2023年5月18日，中電總辦事處地下和1樓設置中電鐘樓文化館，並向公眾免費對外開放。展館設3個展區，介紹電力發展史，回溯中電創辦人嘉道理家族在香港的足跡和康文署轄下非物質文化遺產辦事處策劃展區「人為．非遺」，介紹本地「非遺」項目。文化館內設有咖啡店和擺放第5代山頂纜車退役車卡。

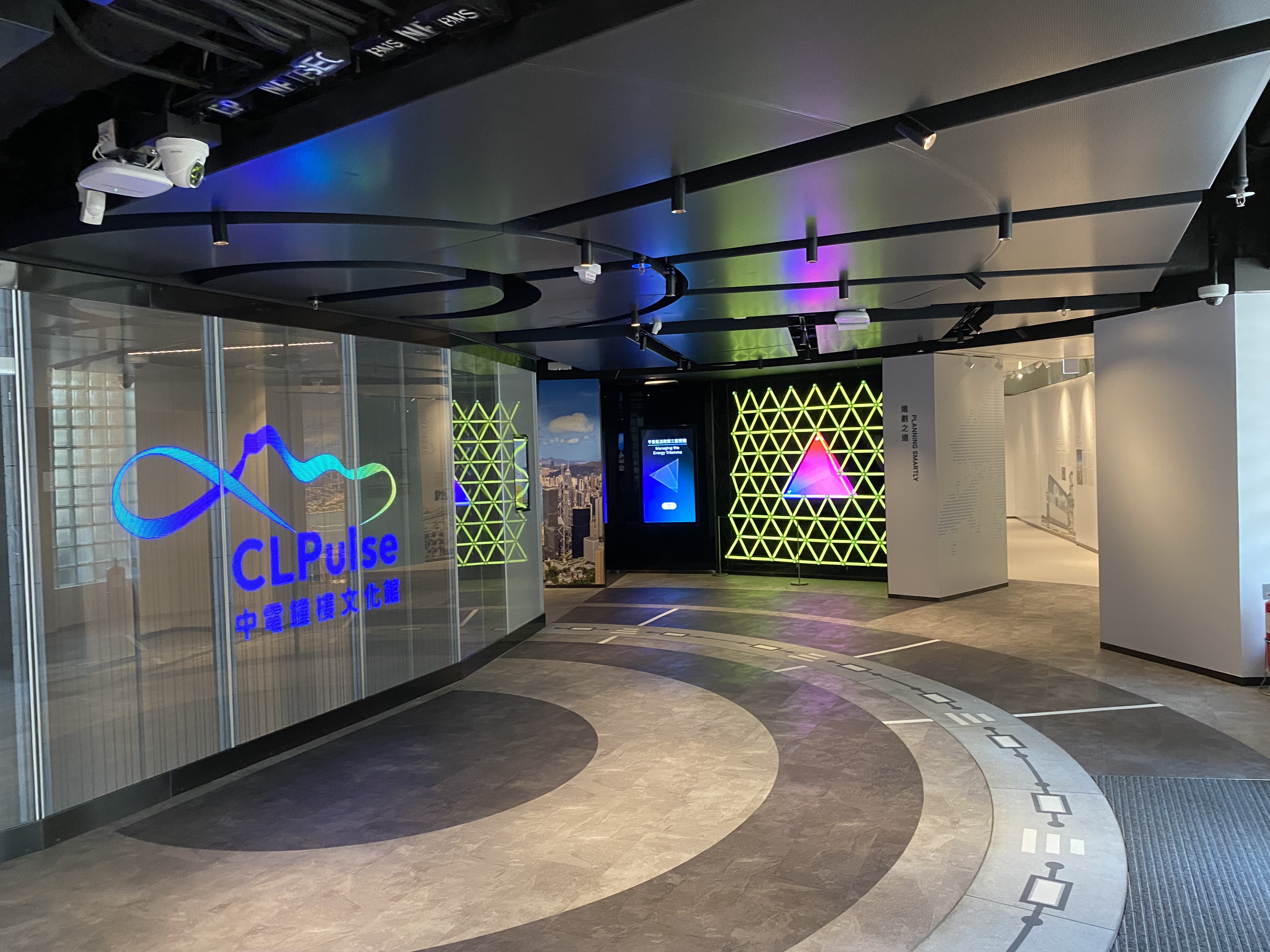
展館入口
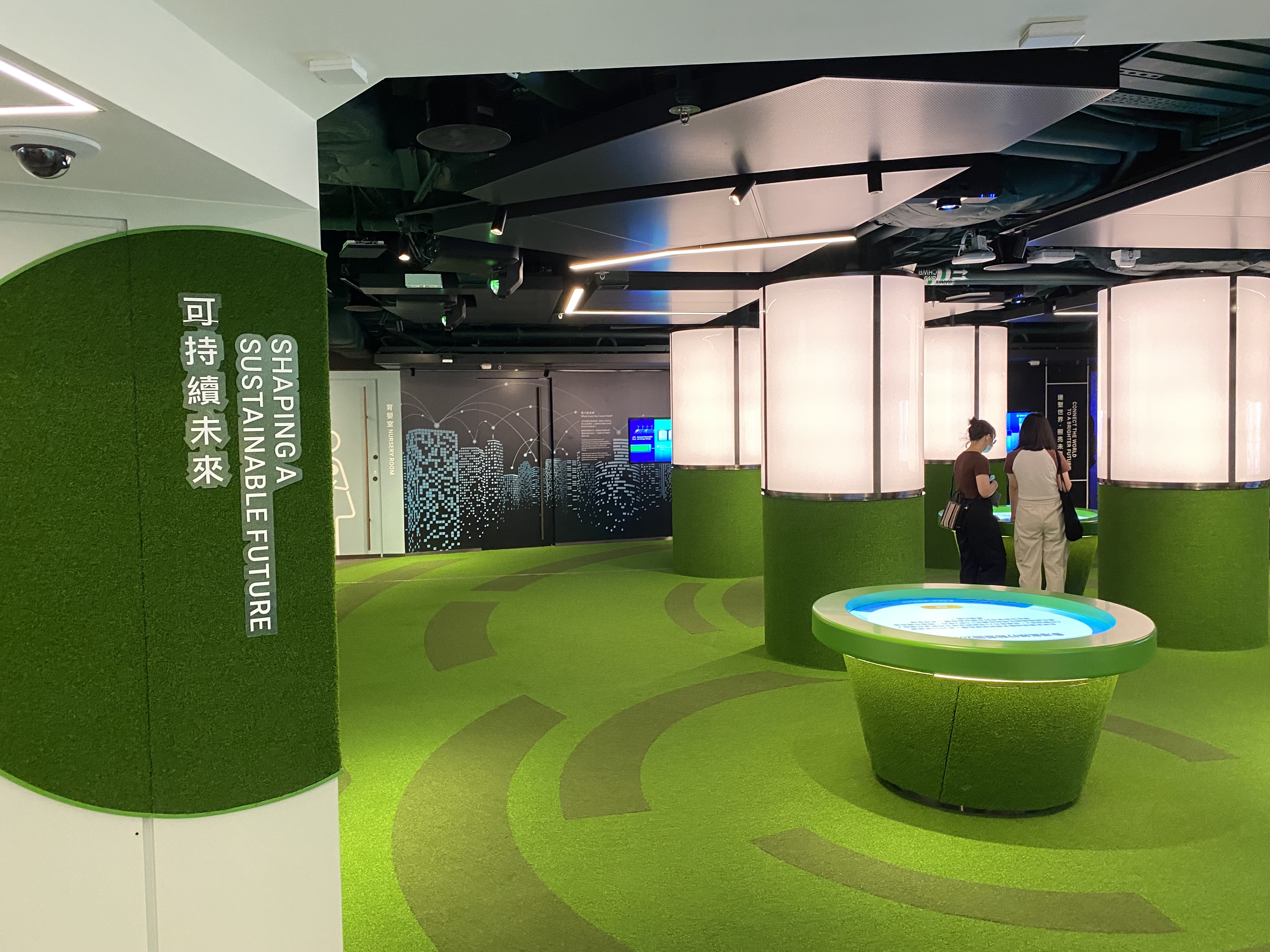
展館內貌
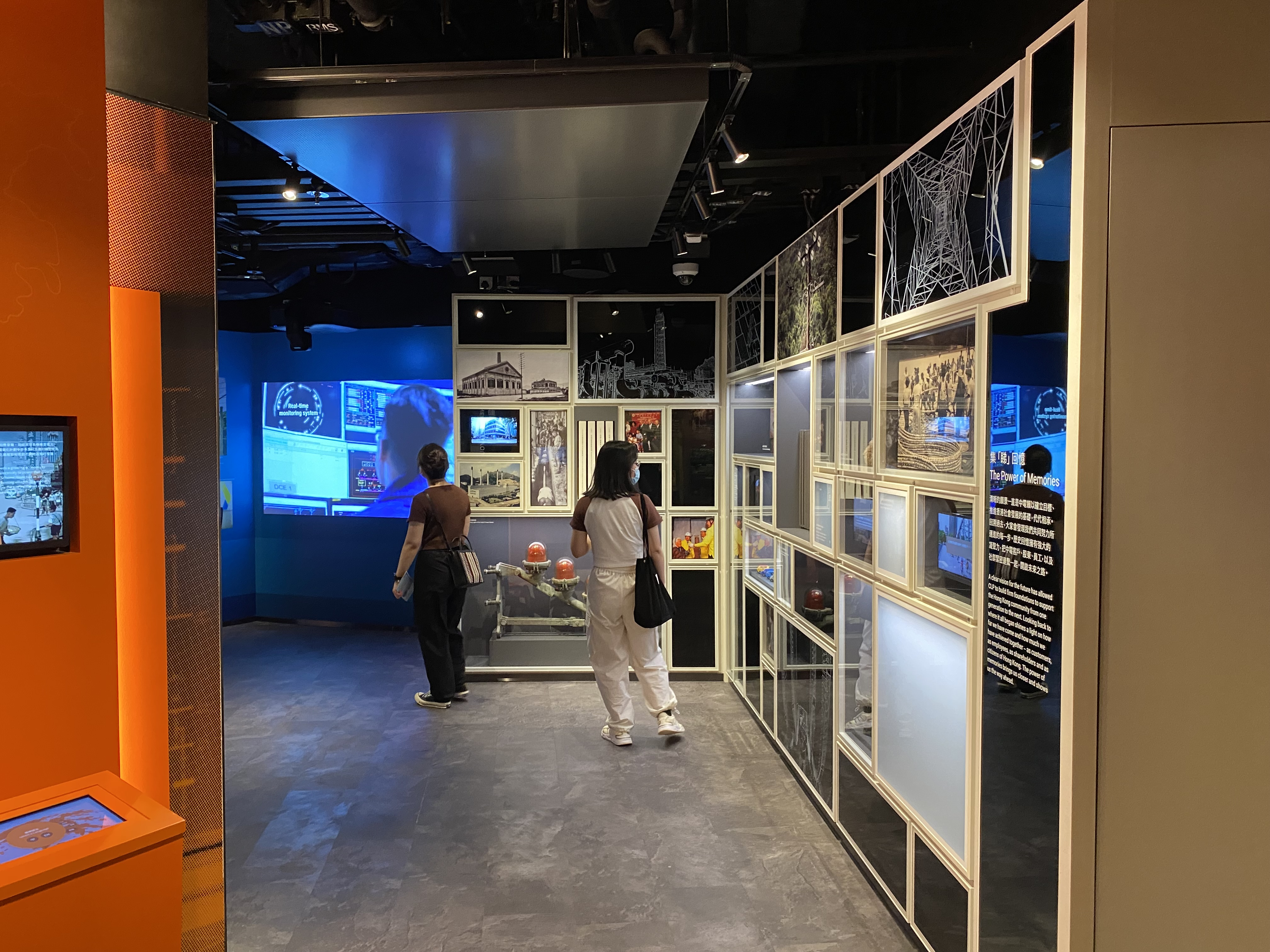
電力發展史
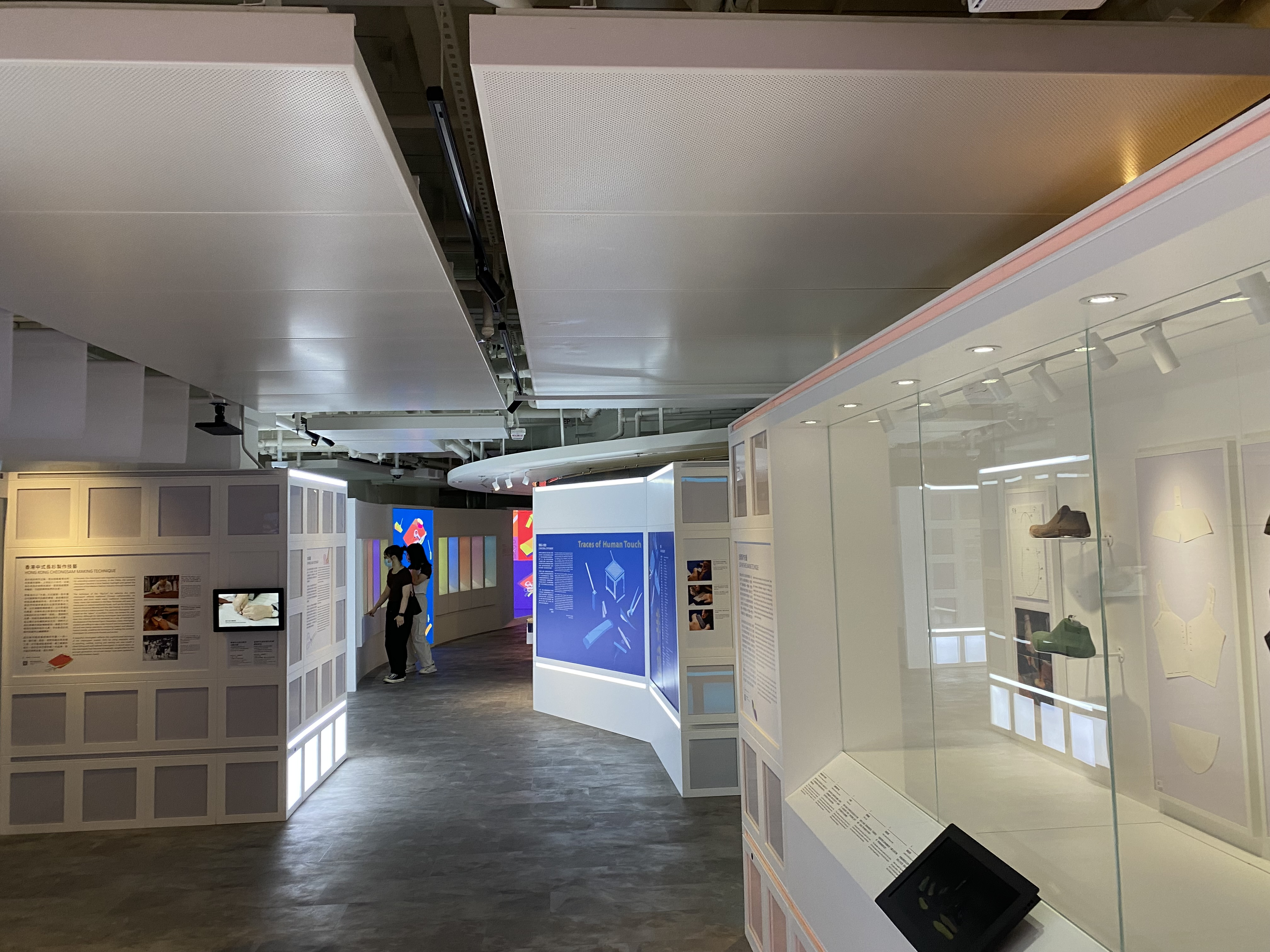
康文署轄下非物質文化遺產辦事處策劃展區「人為．非遺」
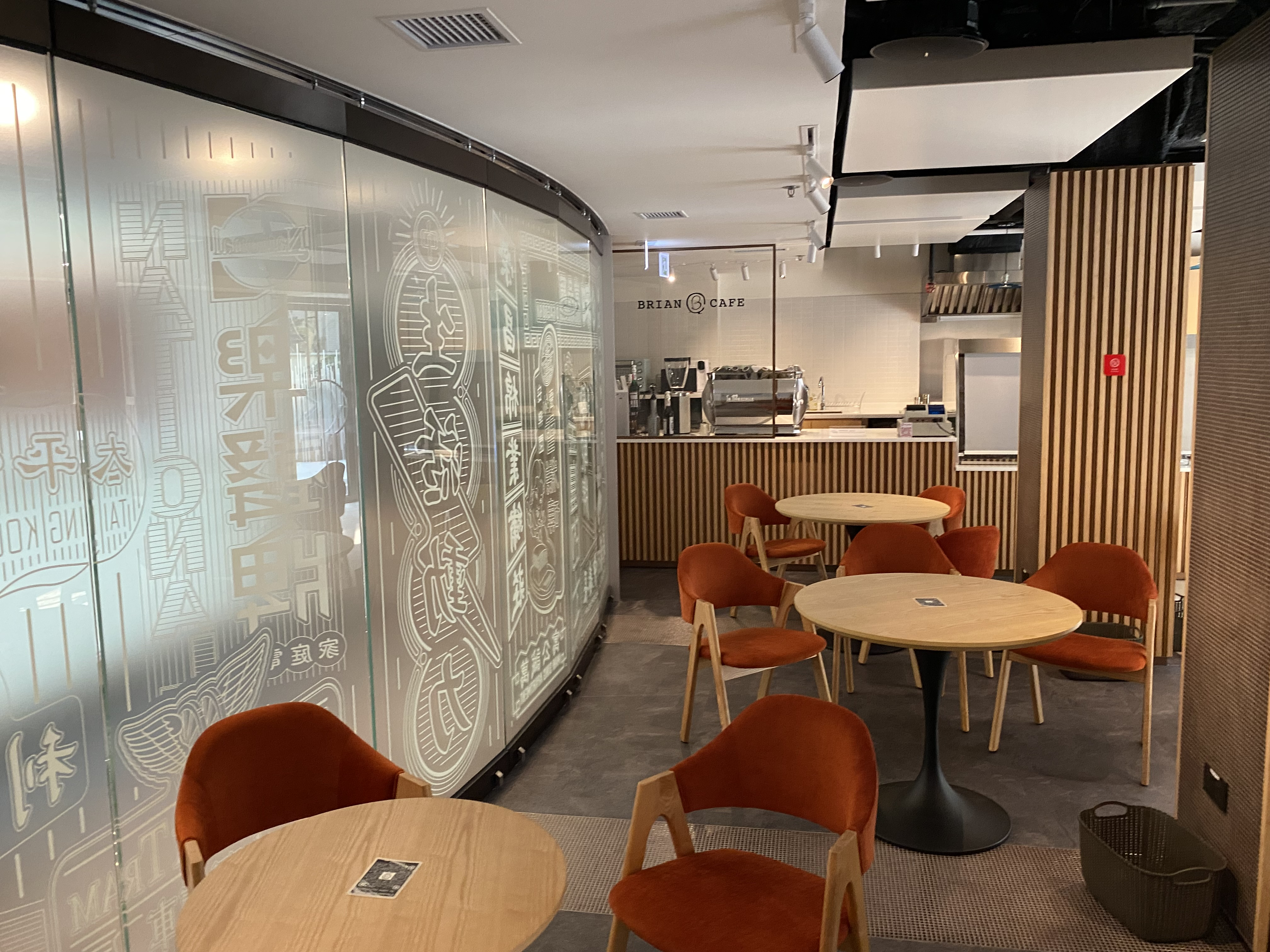
咖啡店Brian Cafe
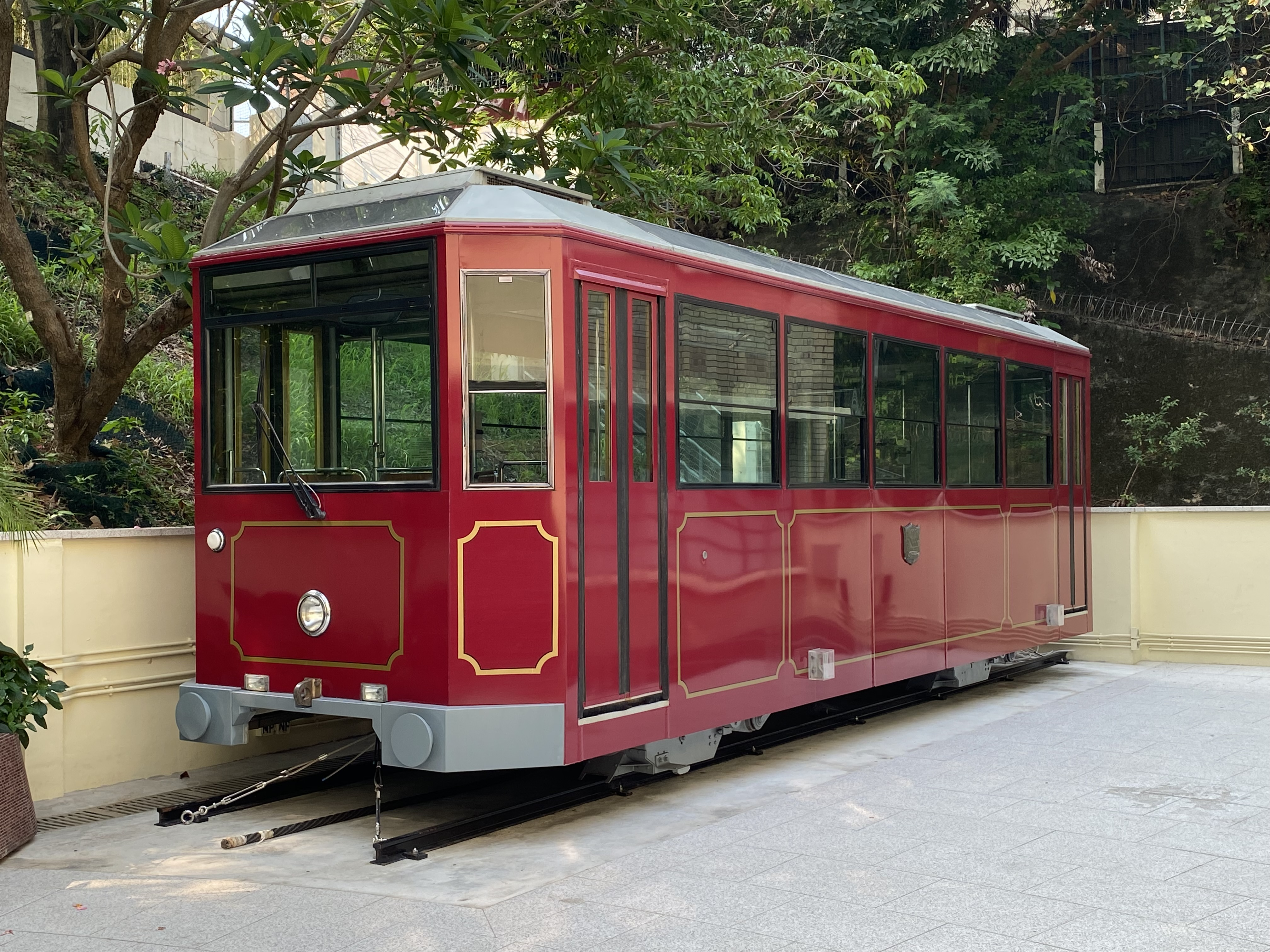
第5代山頂纜車退役車卡

## 外部連結
- 中華電力有限公司總部大樓 （页面存档备份，存于），攝於1950年代。